# Daniel Giacomino

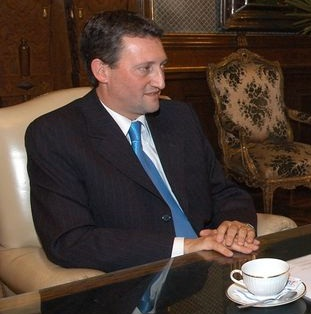
Daniel Giacomino (2007)

Daniel Oscar Giacomino (* 28. Juni 1964 in San Francisco) ist ein argentinischer Politiker. Er war zwischen 2007 und 2011 Bürgermeister der Stadt Córdoba.
Giacomino gehörte in seiner Zeit als Bürgermeister dem Partido Nuevo an, ist jedoch seit 2011 Abgeordneter für das Frente para la Victoria im argentinischen Nationalkongress.

## Leben
Giacomino studierte Pharmazeutische Chemie an der Universidad Nacional de Córdoba (UNC) und schloss mit dem Titel des Lizenziats ab. In der Universität begann er 1986 als Delegierter im Fakultätsrat seine politische Laufbahn. 1987 wurde er Studentenbeauftragter im Gesamtrat der UNC und 1990 Direktor der Sekretariats für Studentenwohlfahrt. Zwischen 1992 und 2003 war er Leiter des Instituts für Blutderivate der UNC.
2003 wurde er in der Formel mit Luis Juez zum Vizebürgermeister von Córdoba gewählt. Anlässlich seiner Wahl zum Abgeordneten für die PN im argentinischen Parlament trat er von diesem Amt 2005 zurück.
2007 wurde er vom Partido Nuevo als Nachfolger seines Parteifreundes Juez für die Bürgermeisterwahl aufgestellt. Er gewann die Wahl mit 42 Prozent der Stimmen deutlich und trat am 10. Dezember des Jahres das Amt an.
Bei der Parlamentswahl 2011 gelang ihm auf der Liste des Frente para la Victoria der Einzug in den argentinischen Kongress.